# Зала (комитат)
Зала (венг. Zala) — исторический комитат на западе Венгерского королевства. В настоящее время эта область входит в состав медье Зала Венгерской республики, а также хорватской жупании Меджимурье, и муниципального округа Словении Лендава. Административным центром комитата был город Залаэгерсег.

## География
Зала лежит к западу от озера Балатон на холмистой равнине. К комитату относится большая часть западного берега Балатона. Южную границу Залы образовывала река Драва. По территории комитата также протекали реки Мура и Зала. Площадь комитата составляла 5995 км² (по состоянию на 1910 г.). Зала граничила с венгерскими комитатами Ваш, Веспрем и Шомодь, хорватскими комитатами Бьеловар и Варашд, а также с австрийской коронной землёй Штирия.
Комитат Зала был хорошо известен в Венгрии благодаря своим винам. Кроме того здесь было развито выращивание табака, рыболовство и свиноводство. Во второй половине XIX века прибрежная область озера Балатон стала популярной зоной туризма.

## История

Герб комитата Зала

В IX веке на территории комитата существовало славянское Блатенское княжество. Зала была одним из первых венгерских комитатов, образованных в начале XI века при короле Иштване I Святом. После Первой мировой войны, в соответствии с Трианонским договором южная часть комитата (за рекой Мура) была передана Королевству сербов, хорватов и словенцев (c 1929 г. — Югославия). Остальная часть осталась в составе Венгерской республики в качестве медье Зала. В 1950 г. северное побережье озера Балатон было передано медье Веспрем, а небольшая часть бывшего комитата Ваш к северу от Залаэгерсега отошла к медье Зала.
После распада Югославии в 1991 г. югославская часть бывшего комитата Зала оказалась на территории двух государств: область между Мурой и Дравой (Меджимурье) перешла к республике Хорватия, а район города Лендава — к республике Словения.

## Население
Согласно переписи 1910 г. на территории комитата Зала проживало 466 300 жителей, большинство (более 73%) которых являлись по национальности венграми. Славянское меньшинство населяло, в основном, южную часть Залы вдоль реки Мура. Хорватов в комитате насчитывалось около 20% населения, словенцев — более 5%. Немцев на территории Залы было чуть более 1%, проживающих, главным образом, в городах. Господствующий религией населения был католицизм, который исповедовали более 91% жителей. Евреи составляли около 4% населения.

## Административное деление

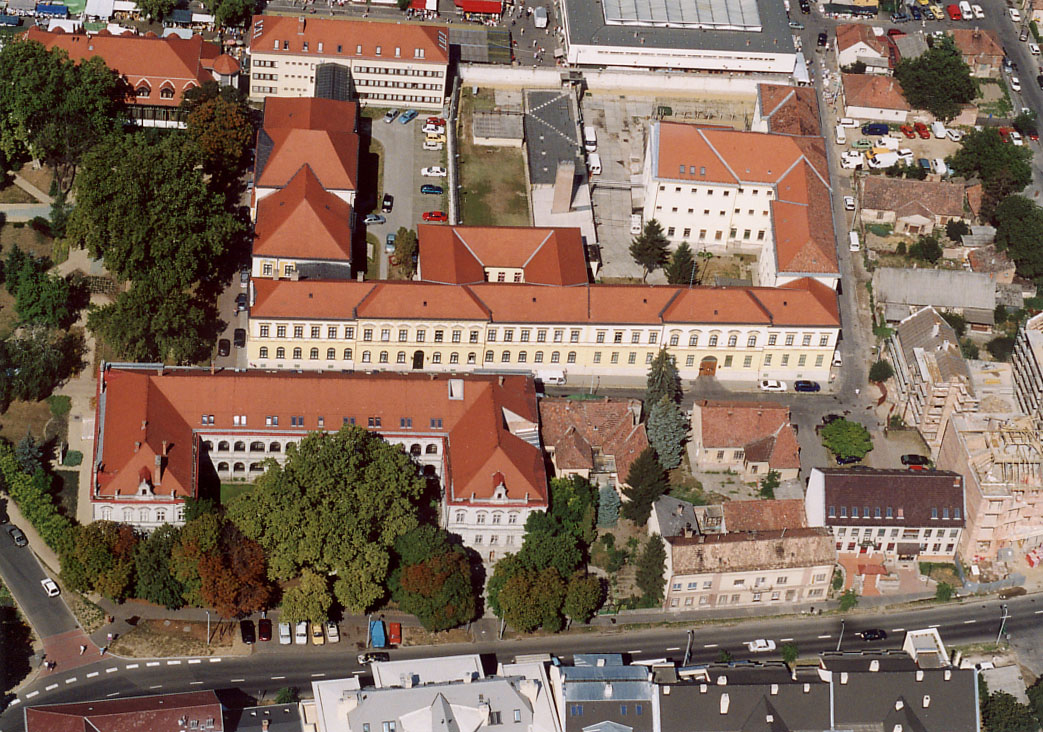
Вид на Залаэгерсег

В начале XX века в состав комитата входили следующие округа:
| Округа         | Округа               |
| Округ          | Адм. центр           |
| -------------- | -------------------- |
| Алшолендва     | Алшолендва (Лендава) |
| Балатонфюред   | Балатонфюред         |
| Заласентгрот   | Заласентгрот         |
| Залаэгерсег    | Залаэгерсег          |
| Кестхей        | Кестхей              |
| Летенье        | Летенье              |
| Надьканижа     | Надьканижа           |
| Нова           | Нова                 |
| Пача           | Пача                 |
| Перлак         | Перлак (Прелог)      |
| Тапольца       | Тапольца             |
| Шюмег          | Шюмег                |
| Чакторнья      | Чакторнья (Чаковец)  |
| Муниципалитеты |                      |
| Залаэгерсег    |                      |
| Надьканижа     |                      |